# Sortympim
Il Sortympim (in russo Сортымпим?) è un fiume della Russia siberiana occidentale, affluente di destra del Pim (bacino idrografico dell'Ob'). Scorre nel Surgutskij rajon del Circondario Autonomo degli Chanty-Mansi-Jugra.
Il fiume ha origine dal lago Kazym-Taj-Lop a un'altezza di 133 m s.l.m. (secondo altre mappe, dal lago Mallor), nella regione degli Uvali siberiani. Scorre in direzione mediamente meridionale attraverso una zona paludosa ricca di laghi, parallelamente al corso del Pim, in cui sfocia a 274 km dalla foce. La lunghezza del fiume è di 108 km, il bacino imbrifero è di 543 km². Non ci sono insediamenti lungo il corso del fiume.